# Gerhard Moritz Roentgen
Gerhard Mauritz Roentgen (Esens, 7 mei 1795 – Bloemendaal, 28 oktober 1852) was een Nederlandse zeeofficier, werktuigkundig ingenieur en scheepsbouwer. Hij was pionier in de ontwikkeling van de stoommachine in de Nederlandse marine en koopvaardij.
Hij overleed in het gesticht Meerenberg te Bloemendaal

## Jeugd en marinetijd
Gerhard Mauritz Roentgen – ook gespeld als Gerhard Moritz Röntgen – was het vierde kind van Sophia Tischbein en Ludwig Roentgen, luthers predikant en inspecteur van het arm- en weeshuis te Esens. Tot zijn 13e woonde hij in dit stadje in Oost-Friesland. In 1808 meldde hij zich bij het Koninklijk Instituut der Marine, waar hij als adelborst werd opgeleid tot zeeofficier. Deze instelling was gevestigd in het 'Stadsgebouw', het voormalige 'Pesthuys', op het eiland Feijenoord bij Rotterdam. Vanwege de slechte bouwkundige staat verhuisde het instituut op 1 november 1809 naar Enkhuizen.
In 1810 – hij was toen 15 jaar – nam hij als zeeaspirant 2e klasse dienst bij de marine. Het Koninkrijk Holland was in handen van Lodewijk Napoleon en zodoende was hij dan ook in Franse dienst. Hij was gestationeerd in het Franse instituut voor de marine in Toulon. Toen Nederland in 1813 werd bevrijd, bleef hij bij de marine, maar nu ten dienste van wat later het Verenigd Koninkrijk der Nederlanden zou worden. Hij maakte gestaag carrière en vanaf 1818 werd hij regelmatig naar Groot-Brittannië gezonden om daar de moderne scheepsbouw te bestuderen.
Het was de tijd waarin de eerste stoomschepen van de hellingen rolden en Groot-Brittannië in de ban was van de Industriële revolutie. Roentgen zag direct de grote mogelijkheden van de stoommachines en pleitte voor de inzet van stoomschepen in Nederland. Hij trok in 1823 de aandacht van koning Willem I met zijn inzichten over het gebruik van stoomscheepvaart op de Nederlandse binnenwateren. De koning benoemde hem tot 'adviseur voor zaken van werktuigkunde'. In die functie vertrok hij andermaal naar Groot-Brittannië, nu op een geheime missie. Zijn rapportage in 1824 was de verhandeling Memorie over het nut, dat uit de toepassing van stoomwerktuigen op schepen van oorlog zou kunnen getrokken worden. In 1825 werd hij voor zijn verdiensten benoemd in de Orde van de Nederlandse Leeuw.
De rapporten van Roentgen leidden tot grote veranderingen binnen de marine en waren het begin van de modernisering van de Nederlandse scheepsbouw. Zijn pleidooi om schepen geheel uit ijzer te vervaardigen, of op zijn minst het deel boven de waterlijn met ijzer te pantseren viel slecht bij de commissie die zijn aanbevelingen moest beoordelen. Desondanks kreeg hij 'buitengewoon eervol' ontslag bij de marine.

## Bedrijfsleven
Vanaf 1823 was hij betrokken bij de oprichting van de Nederlandsche Stoomboot Maatschappij (NSbM), waarvan hij tot kort voor zijn dood als technisch directeur verbonden bleef. De maatschappij vestigde zich in Rotterdam. Al spoedig had de rederij lijnen naar Antwerpen, Londen, Keulen en Nijmegen. De bouw van de schepen werd aanvankelijk uitbesteed aan werven in de omgeving. De stoommachines kwamen uit de Belgische fabriek van de Brit John Cockerill in Seraing.
Roentgen bouwde al snel het 'Etablissement Fijenoord', pal naast het Pesthuys waar eerder de marine-opleiding was gevestigd, op het eiland Feijenoord. Het etablissement was een scheepswerf, reparatiewerkplaats en machinefabriek. Maar voor Roentgen was het vooral de plek waar hij zijn vernieuwende ideeën voor de scheepsindustrie in de praktijk kon brengen. Onder zijn leiding werd een compound-stoommachine ontwikkeld en gebouwd. Hij kreeg er patenten op in Engeland, Frankrijk en Pruisen. Deze machine had een verbeterd brandstofgebruik en was beter te regelen. Het succes was redelijk maar uiteindelijk was de betekenis ervan gering.
Roentgen trad op als adviseur en constructeur voor de Keulse Stoomvaart Maatschappij en voor de Gutehoffnungshütte in Sterkrade. In 1839 bouwde hij het eerste zeegaande stoomschip voor de Nederlands-Indische marine. Vrij snel volgden opdrachten voor de bouw van Franse en Russische oorlogsschepen.
Tot 1849 was Roentgen de bevlogen en drijvende kracht achter 'Fijenoord' en de NSbM, maar zijn geest begaf het. De laatste jaren van zijn leven verbleef hij in het Provinciaal geneeskundig gesticht voor krankzinnigen Merendaal bij Bloemendaal. In 1852 stierf hij op 57-jarige leeftijd.